# Vlag van Ngchesar

Vlag van Ngchesar

De vlag van Ngchesar heeft zes sterren die een vogel omringen, die naar de hijs is gericht, op een groene achtergrond. In een eerdere versie van de vlag was de vogel gericht naar het uiteinde van de vlag op een blauwgroene achtergrond. De groene veld stelt de jungle voor en de zes sterren de zes gehuchten van Ngchesar. In het midden staat de geestgod van de staat, Ochaio.